# Johan Micoud
Pour les articles homonymes, voir Micoud.
Johan Micoud, né le 24 juillet 1973 à Cannes, est un footballeur international français qui évolue au poste de meneur de jeu dans les années 1992 à 2008.
Micoud est formé dans sa ville natale, à l'AS Cannes. Il y commence sa carrière professionnelle en deuxième division et monte dès la première année dans l'élite française. Il joue encore trois saisons à Cannes où il prouve sa valeur avant de rejoindre les Girondins de Bordeaux. Il joue quatre saisons sous le maillot Marine et Blanc avec, en point d'orgue, le titre de Champion de France 1999.
Après être devenu international français, Micoud est transféré à Parme pour la saison 2000-2001. Il joue deux saisons sous les couleurs parmesanes, remportant au passage la Coupe d'Italie 2002. C'est au Werder Brême qu'il connaît son expérience étrangère la plus aboutie. En quatre saisons, le natif de Cannes remporte le doublé Coupe-Championnat en 2004 avec un club généralement habitué à la lutte pour le podium. Régulièrement présent dans les meilleurs passeurs de la Bundesliga, Micoud marque aussi davantage, étant sacré meilleur buteur français du championnat allemand (dépassé par Franck Ribéry en 2011). De retour en Gironde en 2006, Johan Micoud retrouve la Ligue 1 avant de prendre sa retraite deux ans plus tard.
À la suite du titre de champion de France et de ses bonnes performances avec Bordeaux, il intègre l'équipe de France en 1999. Au total, il porte le maillot bleu à 17 reprises (un but). Il enrichit son palmarès avec l'Euro 2000 remporté avec les Bleus et fait aussi partie de l'aventure lors du Mondial 2002.
Une fois les crampons raccrochés, Micoud se lance dans la production de vin. En parallèle, il intervient régulièrement sur l’antenne de La chaîne L’Équipe comme consultant. À l'été 2016, il prend la présidence de l’AS Cannes, le club de sa ville de naissance dans lequel il a fait ses débuts en professionnel. Le 23 juillet 2019, il annonce quitter son poste de l’AS Cannes.

## Biographie

### Jeunesse et formation
Né à Cannes, Johan Micoud est un pur produit de la formation cannoise. Passionné de ballon rond, il prend sa première licence au sein du stade de Vallauris, où il apprend les premiers rudiments footballistiques pour devenir un bon milieu offensif.
Il part ensuite à l'AS Cannes, où il gravit  les échelons des équipes de jeunes, puis intègre le centre de formation du club en 1990, dirigé alors par Guy Lacombe.  

### 1992-1996: AS Cannes
Sa carrière professionnelle débute lors de la saison 1992-1993, au cours de laquelle, malgré ses dix-neuf ans, il s’impose rapidement au sein de l’équipe première qui évolue en deuxième division. Erick Mombaerts donne à Johan le poste de meneur de jeu à la suite du départ du jeune Zinédine Zidane à Bordeaux ainsi que de celui d'Aljosa Asanovic pour Montpellier. Sa première année est encourageante puisqu'il joue 28 matches et marque deux buts sous les ordres de Mombaerts puis de Luis Fernandez. Il donne aussi plusieurs passes décisives au trio d'attaque Priou-Madar-Sauvaget. Second du groupe A, Cannes est promu à la suite du barrage, dont Johan joue cinq matchs sur les six et inscrit un but.
L'année suivante, Johan débute en première division par un déplacement à l'AS Saint-Étienne (victoire 2-1). Il fait une saison pleine avec 34 matches et 3 buts. Dès la première année en D1, avec Patrick Vieira notamment, Micoud contribue à la qualification du club pour la Coupe d’Europe,.
En Coupe de l'UEFA, Micoud participe à l’humiliation de Fenerbahçe dès le premier tour la saison suivante (9-1 au total).
En D1, Johan trouve à sept reprises le chemin des filets adverses en 33 matchs. Collectivement, avec Safet Susic à sa tête, l'AS Cannes termine neuvième en D1 avec une qualification pour la Coupe Intertoto 1995 à la clé, allant jusqu'en seizièmes de finale de la Coupe UEFA.
Même si Micoud est encore omniprésent avec 32 matchs pour cinq buts, le parcours de l'ASC dans le championnat 1995-1996 est plus délicat que les deux saisons précédentes puisqu'il termine en quatorzième position. Après l'échec en Intertoto et une élimination dès la phase de groupes, l'équipe azuréenne effectue un bon parcours en Coupe de la Ligue en atteignant les demi-finales, qu'elle perd 1-0 contre l'Olympique lyonnais.

### 1996-2000: Révélation à Bordeaux
À l'été 1996, Micoud est à nouveau choisi pour remplacer Zinédine Zidane, parti à la Juventus Turin. Après Cannes, Johan rejoint cette fois les Girondins de Bordeaux. Il arrive dans un effectif largement renouvelé,.
Sa première année bordelaise est une réussite pour l'ancien Cannois qui inscrit huit buts en 36 rencontres de championnat tout en délivrant quelques passes décisives à Papin, Tholot et Kaba Diawara. Collectivement, les Girondins terminent quatrième en D1, accompagné d'un quart de finale en Coupe de France et surtout une finale en Coupe de la Ligue, perdue aux tirs au but contre le RC Strasbourg.
Lors de la saison 1997-1998, avec douze passes décisives, Micoud termine meilleur passeur de D1. Pourtant sa saison n'est pas linéaire. Après un été 1997 réussi où il est impliqué dans la moitié des buts girondins et sert ses attaquants Papin, Laslandes et Wiltord. « Je joue plus haut que par le passé et, surtout, la tête en l'air ». Le 8 novembre 1997, Micoud est expulsé pour la seconde fois de la saison. Après un avertissement pour tacle dangereux, le joueur se rebiffe contre l'arbitre qui l'expulse. Micoud est suspendu quatre matchs, période pendant laquelle les Girondins font du surplace, alors qu'Aimé Jacquet pense à l'appeler en équipe de France. Il se ressaisit alors, ne recevant qu'un seul avertissement lors des quinze dernières journées. Le 4 avril, Micoud découvre le Stade de France à l'occasion de la finale de la Coupe de la Ligue 1998 contre le Paris SG. Johan ouvre le score mais ce sont les Parisiens qui s'adjugent le titre : pour la seconde saison consécutive, Bordeaux échoue aux tirs au but dans cette compétition,.
Pour l'exercice 1998-1999, il est l'un des principaux artisans du titre de champion de France des Girondins au terme d'une saison où le mano a mano avec l'OM est d'un grand suspense. Le meneur de jeu de Bordeaux se régale avec Ali Benarbia à ses côtés, Michel Pavon et un duo d'attaque Wiltord - Laslandes qui perfore les défenses adverses. En Coupe UEFA, Micoud est également important pour son club en inscrivant trois buts en huit matchs. Avec ses coéquipiers, il atteint les quarts de finale, mais perd contre Parme, futur vainqueur.
Avec 9 buts pour 51 matchs toutes compétitions confondues, Johan est l'un des joueurs bordelais les plus utilisés par Elie Baup durant la saison 1999-2000. Collectivement, les Girondins terminent quatrièmes en championnat tout en atteignant les demi-finales de la Coupe de France. En Ligue des champions, l'équipe aquitaine effectue un parcours honorable en allant jusqu'à la seconde phase de groupes où elle finit quatrième du sien derrière Manchester United, Valence CF et Fiorentina.

### 2000-2002: Départ pour Parme
À 27 ans, Johan se sent prêt à tenter une aventure à l'étranger et il jette son dévolu sur le championnat d'Italie en s'engageant avec Parme FC, qui paye le montant de sa clause libératoire (45 MF). Il rejoint trois de ses compatriotes : Lilian Thuram, Alain Boghossian et Sabri Lamouchi. Malgré la concurrence de Sergio Conceiçao et Diego Fuser, l'ancien Bordelais réussit à s'intégrer sans trop de difficultés au point d'accumuler 39 matchs pour sept buts toutes compétitions confondues. Il prend part à la quatrième place finale acquise en championnat, au huitième de finale de Coupe UEFA et à la finale de Coupe d'Italie.
L'arrivée du japonais Hidetoshi Nakata pendant l'été 2001 ajoute de la concurrence à Micoud mais ce dernier réussit tout de même à engranger un temps de jeu correct avec 27 matchs pour six buts toutes compétitions confondues. Collectivement la saison 2001-2002 est délicate pour le club parmesan, à la suite des départs de plusieurs joueurs durant l'intersaison, avec une dixième place finale. En Coupe d'Europe, le club italien ne parvient pas à se qualifier pour la Ligue des champions à la suite de son élimination surprise contre Lille au troisième tour préliminaire. Alors repêchés en Coupe UEFA, les Parmesans vont jusqu'en huitièmes de finale. Finalement, ils terminent la saison avec le succès en Coupe d'Italie, conquise aux dépens de la Juventus de Turin.

### 2002-2006: Cadre du Werder Brême

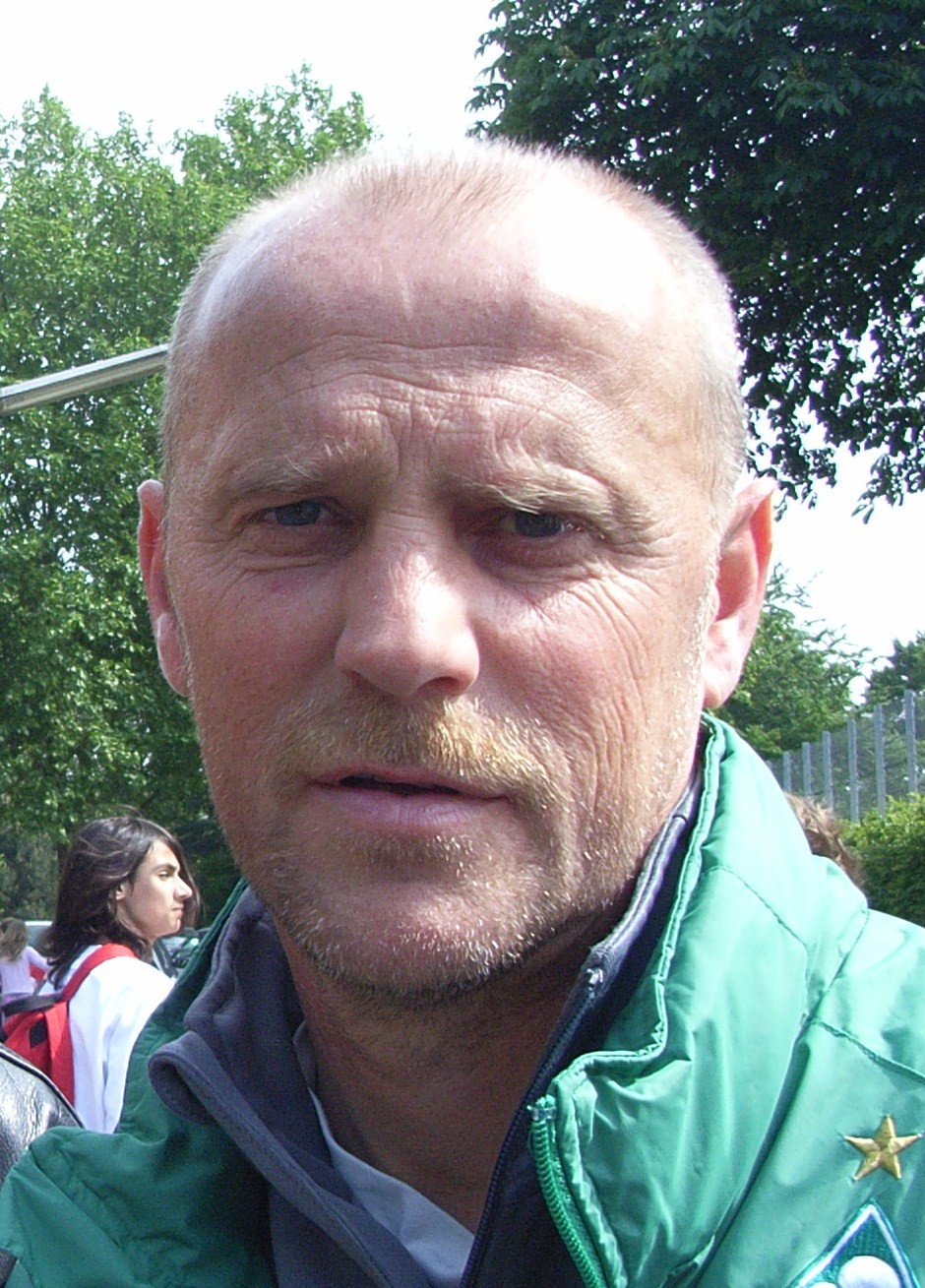
Durant son passage à Brême, Micoud ne connaît que Thomas Schaaf comme entraîneur.

Après ses deux années italiennes, Johan décide à l'été 2002 de tenter l'expérience au sein de la Bundesliga en signant au Werder Brême. En concurrence avec Marco Reich, il réussit à prendre l'avantage sur ce dernier et totalise 35 matchs pour sept buts toutes compétitions confondues. Il distille quelques passes décisives à ses attaquants Aílton et Angelos Charisteas. Et pour la découverte de son troisième championnat, l'ancien Girondin s'adapte sans trop de soucis comme il l’avait fait en Italie. Collectivement, les Verts et Blancs arrachent une qualification pour la Coupe Intertoto 2003 à la suite de leur sixième place finale acquise en Bundesliga et atteignent les demi-finales de la Coupe d'Allemagne, sans oublier le parcours jusqu'au second tour de la Coupe UEFA.
Pour la saison 2003-2004, le natif de Cannes est rejoint par Valérien Ismaël et les deux Français sont des pièces maîtresses du Werder pour remporter un doublé Coupe-Championnat. À titre personnel, Micoud apporte sa griffe en inscrivant quatorze buts sans oublier les passes décisives délivrées au duo Ailton-Ivan Klasnic. Avec son but marqué en Intertoto, n'empêchant pas l'élimination anticipée, Johan est le troisième meilleur buteur du Werder avec quinze réalisations toutes compétitions confondues derrière ces deux derniers.
La saison 2004-2005 débute par une défaite en finale de la Coupe de la Ligue allemande contre le Bayern Munich (3-2) mais Micoud et ses coéquipiers tiennent leur rang de champions en titre puisqu'ils terminent troisièmes du championnat, se qualifiant ainsi pour le tour préliminaire de la C1. En parallèle de la Bundesliga, les Verts et Blancs vont jusqu'en demi-finales de la Coupe d'Allemagne et effectuent un parcours honorable en Ligue des champions en allant jusqu'en huitièmes de finale contre l'Olympique lyonnais. Les statistiques de Johan sont d’onze buts toutes compétitions confondues tout en étant toujours pourvoyeur de passes décisives pour les attaquants Ivan Klasnic, Miroslav Klose et Nelson Valdez.
La saison 2005-2006 est à nouveau une bonne année pour le Werder avec une place de vice-champion à cinq points du Bayern, tout en ayant la meilleure attaque avec 79 buts marqués, un quart de finale en Coupe d'Allemagne et un nouveau huitième de finale en Ligue des champions contre la Juventus de Turin. Johan, devenu le "Kaiser von der Weser" pour les observateurs, est dans la continuité en terminant avec quatorze buts toutes compétitions confondues sans oublier les passes décisives.
Après quatre belles saisons en Allemagne, Micoud fait part de son envie de quitter l'Allemagne et de retourner en France, tout en n'excluant pas une expérience dans le Championnat d'Angleterre. Il dispute 123 matches de championnat sous le maillot du Werder et inscrit 31 buts, ce qui fait alors de lui le meilleur buteur français de l'histoire de la Bundesliga. Il dépasse lors de la dernière saison Gilbert Gress, qui avait inscrit 25 buts sous le maillot du VfB Stuttgart de 1966 à 1970. En 2011, Franck Ribéry efface ce record.

### Fin de carrière à Bordeaux
En juin 2006, il quitte le Werder Brême pour revenir dans le club qui l'a révélé, les Girondins de Bordeaux. Le club bordelais finit au sixième rang de la Ligue 1 et un parcours mitigé en coupe d'Europe : troisième du groupe C en Ligue des Champions et élimination dès les seizièmes de finale de la Coupe UEFA. Les Girondins sauvent leur saison en remportant la Coupe de la Ligue aux dépens de l'Olympique lyonnais grâce à un but d'Henrique sur un corner de Johan en fin de match. À titre personnel, son retour en France voit les statistiques de Micoud en baisse par rapport à l'Allemagne : il ne marque que cinq buts en 43 rencontres toutes compétitions confondues et ses passes décisives suivent le même chemin.
Avec Laurent Blanc comme entraîneur et des renforts, la saison 2007-2008 est plus réussie avec une place de vice-champion pour le club girondin à quatre points de Lyon sans oublier un parcours jusqu'en quarts de finale de la Coupe de France. En Coupe UEFA, Micoud et ses coéquipiers terminent premiers du groupe H avec quatre victoires se qualifiant facilement pour les seizièmes de finale qu'ils perdent contre Anderlecht. À titre personnel, c'est une saison assez correcte pour un joueur de 34 ans avec 38 rencontres pour huit buts toutes compétitions confondues. Arrivé en fin de contrat en juin 2008, Johan Micoud n'est pas conservé aux Girondins de Bordeaux et quitte le club. Il annonce au mois de septembre qu'il met un terme à sa carrière,.

### En équipe nationale

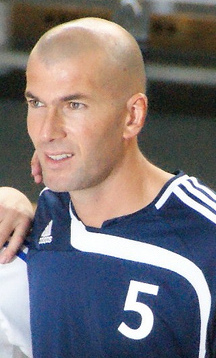
Durant toute sa carrière, Micoud est dans l'ombre de Zidane au poste de meneur de jeu.

Avec l'équipe de France espoirs, Micoud participe à l'édition 1994 du Tournoi de Toulon. Les Bleuets terminent troisièmes avec dans leurs rangs des joueurs comme Grégory Coupet, Robert Pirès ou encore Vincent Candela.
Johan Micoud connaît sa première sélection en équipe de France A, alors qu'il vient d'être sacré champion de France avec les Girondins de Bordeaux, contre l'Irlande du Nord en août 1999 (victoire 0-1). Sélectionné pour l'Euro 2000 par Roger Lemerre, Micoud est devancé par Zinédine Zidane, Youri Djorkaeff, Robert Pirès au poste de titulaire. Il ne dispute que le troisième match de poule face aux Pays-Bas (2-3), alors que la France est déjà qualifiée pour les quarts de finale,. Lors de cette rencontre, il délivre une passe décisive sur corner à  Christophe Dugarry.
Souffrant de la présence de Zidane, Johan Micoud doit se résoudre à son statut de remplaçant. Il accompagne régulièrement les Bleus dans leurs déplacements et entre souvent en cours de match. En 2002, lors de la Coupe du monde, l'ancien Bordelais dispute deux rencontres ; une en tant que titulaire (contre l'Uruguay 0-0), l'autre où il entre en jeu face au Danemark (défaite 2-0).
Jacques Santini, qui prend la relève de Lemerre, ne le convoque qu'une seule fois : pour un match amical contre les Pays-Bas en mars 2004. Micoud réalise alors une bonne saison 2003-2004 avec le Werder Brême mais les Bleus réalisent le grand chelem en éliminatoires de l'Euro 2004 sans lui. Santini estime que Ludovic Giuly, Sidney Govou ou encore Pirès sont devant lui au poste de milieu offensif. Six mois avant ce match, Johan Micoud émet des doutes sur l'intégrité du staff tricolore. Malgré ce retour en sélection, Johan n'est pas dans les 23 appelés pour l'Euro portugais.
Ensuite, Raymond Domenech ne lui offre jamais la chance de rejouer en bleu. En février 2006, dans un entretien à L'Équipe, le métronome du Werder s'emporte contre le sélectionneur : « Je n'ai pas eu de contacts avec lui depuis dix ans, c'était en Espoirs. S'il reste bloqué là-dessus, c'est un manque d'intelligence. C'est un imbécile ». Quelques mois plus tard, après le huitième de finale de Ligue des champions 2005-2006 réussi de Micoud à Turin, un observateur italien déclare « Franchement, on se demande pourquoi Micoud ne remplace pas Zidane. Il serait beaucoup plus utile aux Bleus ! ». Lorsque Le Monde interroge le meneur de jeu français sur la sélection : « Cela fait plusieurs années que je fais de belles choses. Demandez plutôt au sélectionneur pourquoi je ne suis pas convoqué ... ». En dépit de ses bonnes performances avec le Werder, « Kaiser Johan » ne remet pas les pieds en sélection nationale après le 31 mars 2004 et un Pays-Bas-France (0-0), sa 17e sélection,.

### Style de jeu
Dès ses débuts en première division avec l'AS Cannes, Micoud fait admirer sa technique et sa science du jeu. Johan Micoud est un fin technicien balle au pied, prodigue des passes décisives, inscrit des buts parfois et possède une vision du jeu au-dessus de la moyenne.
Durant toute sa carrière, Micoud fait briller les attaquants positionnés devant lui sur le terrain depuis son poste de meneur de jeu. Il marque aussi des buts, que ce soit sur des frappes de l'extérieur de la surface, mais aussi en face-à-face avec le gardien ou encore de la tête.
Lors de la cérémonie du Ballon d'or en janvier 2015, Toni Kroos déclare que Micoud était son modèle lorsqu'il était jeune.

## Statistiques
| Saison                | Club                  | Championnat           | Championnat | Championnat | Championnat | Coupe nationale | Coupe nationale | Coupe nationale | Coupe de la Ligue | Coupe de la Ligue | Coupe de la Ligue | Supercoupe | Supercoupe | Supercoupe | Compétition(s) continentale(s) | Compétition(s) continentale(s) | Compétition(s) continentale(s) | Compétition(s) continentale(s) | France | France | France | Total | Total | Total |
| Saison                | Club                  | Division              | M.          | B.          | P.d.        | M.              | B.              | P.d.            | M.                | B.                | P.d.              | M.         | B.         | P.d.       | Comp.                          | M.                             | B.                             | P.d.                           | M.     | B.     | P.d.   | M.    | B.    | P.d.  |
| 1992-1993             | AS Cannes             | Division 2            | 28+5        | 2+1         | -           | 2               | 0               | -               | -                 | -                 | -                 | -          | -          | -          | -                              | -                              | -                              | -                              | -      | -      | -      | 35    | 3     | 0     |
| 1993-1994             | AS Cannes             | Division 1            | 34          | 3           | 6           | 1               | 0               | -               | -                 | -                 | -                 | -          | -          | -          | -                              | -                              | -                              | -                              | -      | -      | -      | 35    | 3     | 6     |
| 1994-1995             | AS Cannes             | Division 1            | 33          | 7           | 5           | 1               | 0               | -               | 1                 | 0                 | -                 | -          | -          | -          | C3                             | 4                              | 1                              | 1                              | -      | -      | -      | 39    | 8     | 6     |
| 1995-1996             | AS Cannes             | Division 1            | 32          | 5           | 0           | 1               | 1               | -               | 3                 | 0                 | -                 | -          | -          | -          | CI                             | 2                              | 0                              | -                              | -      | -      | -      | 38    | 6     | 0     |
| Sous-total            | Sous-total            | Sous-total            | 132         | 18          | 11          | 5               | 1               | 0               | 4                 | 0                 | 0                 | 0          | 0          | 0          | -                              | 6                              | 1                              | 1                              | 0      | 0      | 0      | 147   | 20    | 12    |
| 1996-1997             | Girondins de Bordeaux | Division 1            | 36          | 8           | 3           | 4               | 1               | -               | 4                 | 0                 | -                 | -          | -          | -          | -                              | -                              | -                              | -                              | -      | -      | -      | 44    | 9     | 3     |
| 1997-1998             | Girondins de Bordeaux | Division 1            | 29          | 4           | 13          | 1               | 0               | -               | 5                 | 3                 | -                 | -          | -          | -          | C3                             | 1                              | 0                              | -                              | -      | -      | -      | 36    | 7     | 13    |
| 1998-1999             | Girondins de Bordeaux | Division 1            | 31          | 9           | 6           | 1               | 0               | -               | 1                 | 0                 | -                 | -          | -          | -          | C3                             | 8                              | 3                              | 2                              | -      | -      | -      | 41    | 12    | 8     |
| 1999-2000             | Girondins de Bordeaux | Division 1            | 31          | 6           | 4           | 5               | 1               | -               | 2                 | 0                 | -                 | 1          | -          | -          | C1                             | 12                             | 2                              | 2                              | 7      | 0      | 2      | 58    | 9     | 8     |
| Sous-total            | Sous-total            | Sous-total            | 127         | 27          | 26          | 11              | 2               | 0               | 12                | 3                 | 0                 | 1          | 0          | 0          | -                              | 21                             | 5                              | 4                              | 7      | 0      | 2      | 179   | 37    | 32    |
| 2000-2001             | Parme AC              | Serie A               | 29          | 4           | 5           | 6               | 2               | 1               | -                 | -                 | -                 | -          | -          | -          | C3                             | 4                              | 1                              | 0                              | 4      | 1      | 2      | 43    | 8     | 8     |
| 2001-2002             | Parme AC              | Serie A               | 18          | 5           | 2           | 7               | 1               | -               | -                 | -                 | -                 | -          | -          | -          | C3                             | 2                              | -                              | -                              | 5      | 0      | 0      | 32    | 6     | 2     |
| Sous-total            | Sous-total            | Sous-total            | 47          | 9           | 7           | 13              | 3               | 1               | -                 | -                 | -                 | -          | -          | -          | -                              | 6                              | 1                              | 0                              | 9      | 1      | 2      | 75    | 14    | 10    |
| 2002-2003             | Werder Brême          | Bundesliga            | 28          | 5           | 8           | 3               | 0               | -               | -                 | -                 | -                 | -          | -          | -          | C3                             | 4                              | 2                              | 2                              | -      | -      | -      | 35    | 7     | 10    |
| 2003-2004             | Werder Brême          | Bundesliga            | 32          | 10          | 8           | 6               | 4               | 1               | -                 | -                 | -                 | -          | -          | -          | CI                             | 4                              | 1                              | -                              | 1      | 0      | 0      | 43    | 15    | 9     |
| 2004-2005             | Werder Brême          | Bundesliga            | 33          | 8           | 9           | 5               | 2               | 3               | 2                 | -                 | -                 | -          | -          | -          | C1                             | 8                              | 1                              | 4                              | -      | -      | -      | 48    | 11    | 16    |
| 2005-2006             | Werder Brême          | Bundesliga            | 30          | 8           | 14          | 2               | 1               | 2               | 2                 | -                 | -                 | -          | -          | -          | C1                             | 10                             | 5                              | 4                              | -      | -      | -      | 44    | 14    | 20    |
| Sous-total            | Sous-total            | Sous-total            | 123         | 31          | 39          | 16              | 7               | 6               | 4                 | 0                 | 0                 | 0          | 0          | 0          | -                              | 26                             | 9                              | 10                             | 1      | 0      | 0      | 170   | 47    | 55    |
| 2006-2007             | Girondins de Bordeaux | Ligue 1               | 32          | 5           | 2           | 1               | -               | -               | 4                 | -                 | 1                 | -          | -          | -          | C1+C3                          | 5+1                            | -                              | -                              | -      | -      | -      | 43    | 5     | 3     |
| 2007-2008             | Girondins de Bordeaux | Ligue 1               | 29          | 5           | 3           | 3               | 2               | -               | -                 | -                 | -                 | -          | -          | -          | C1                             | 6                              | 1                              | 2                              | -      | -      | -      | 38    | 8     | 5     |
| Sous-total            | Sous-total            | Sous-total            | 61          | 10          | 5           | 4               | 2               | 0               | 4                 | 0                 | 1                 | 0          | 0          | 0          | -                              | 12                             | 1                              | 2                              | 0      | 0      | 0      | 81    | 13    | 8     |
| Total sur la carrière | Total sur la carrière | Total sur la carrière | 490         | 95          | 88          | 49              | 15              | 7               | 24                | 3                 | 1                 | 1          | 0          | 0          | -                              | 71                             | 17                             | 17                             | 17     | 1      | 4      | 652   | 131   | 117   |

## Palmarès

### En club
- avec l’AS Cannes
  - Vice-Champion de Division 2 en 1993

- avec les Girondins de Bordeaux
  - Champion de France en 1999
  - Vainqueur de la Coupe de la Ligue française en 2007
  - Vice-champion de France en 2008
  - Finaliste de la Coupe de la Ligue française en 1997 et 1998
  - Finaliste du Trophée des champions en 1999

- avec Parme FC
  - Vainqueur de la Coupe d'Italie en 2002
  - Finaliste de la Coupe d'Italie en 2001

- avec le Werder Brême
  - Champion d'Allemagne en 2004
  - Vainqueur de la Coupe d'Allemagne en 2004
  - Vice-Champion d'Allemagne en 2006
  - Finaliste de la Coupe de la Ligue d'Allemagne en 2004

### En équipe de France
- 17 sélections et 1 but entre 1999 et 2004
- Champion d'Europe des Nations en 2000
- Vainqueur du Tournoi Hassan II en 2000

### Distinctions individuelles et records
- Meilleur passeur de Bundesliga en 2006 (14 passes décisives)
- Nommé dans l'équipe-type de Division 1 en 1998[24]
- Membre de l'équipe européenne de l'année France Football avec l'équipe de France en 2000
- Membre de l'équipe de l'année World Soccer Awards avec l'équipe de France en 2000
- Trophée d'honneur UNFP avec l'équipe de France de 2000 en 2016

### Reconversion (depuis 2008)
Johan Micoud se lance dans une nouvelle activité avec son ancien coéquipier des Girondins de Bordeaux, Matthieu Chalmé : la production de vin,.
Lors de la saison 2009-2010, il est consultant spécialisé dans la Bundesliga sur la chaîne Orange sport.
Il s'est également lancé dans la production musicale et a créé son label Virage Tracks. D'ailleurs une compilation produite par Johan Micoud, Pop n' foot, est sortie mi-2010. Cet album regroupe des chansons pour la plupart inédites (incluant entre autres Zebda, Miossec, Dionysos et Mickey 3D), parlant évidemment de football.
Il rejoint en août 2010 l'équipe des consultants de Canal+ où il commente des matchs de Ligue 1 sur Foot+ entre 2010 et 2012. Il se met début 2012 à commenter la Bundesliga sur les antennes du groupe Canal+.
Depuis 2014, il devient consultant dans l'émission L'Équipe du Soir sur La chaîne L'Équipe. Il occupe regulièrement le rôle honorifique de "Président" de l'émission, dont il est désormais une des têtes d'affiches.
À l'été 2016, Micoud devient le président de son club formateur, l'AS Cannes, moins d'un mois après son arrivée dans le directoire. Il désigne une toute nouvelle équipe dirigeante qui s’installe pour succéder à Pierre Cancian, président depuis dix ans. « C’est d’abord une grande fierté. J’ai été formé ici et j’ai vraiment l’amour de ce club; aussi j’espère lui rendre ce qu’il m’a apporté. En tout cas, nous sommes bien décidés à redonner du plaisir et de la joie à tous ceux qui aiment l’AS Cannes » déclare-t-il. En juillet 2019, après 3 années de présidence, Johan Micoud annonce publiquement renoncer à poursuivre son projet à la tête du club.
À partir de l'été 2021, il rejoint Amazon Prime Video, dans le cadre d'un accord avec La chaîne L'Équipe, dont il reste membre, pour commenter des rencontres de Ligue 1.